# Codrii Iașilor

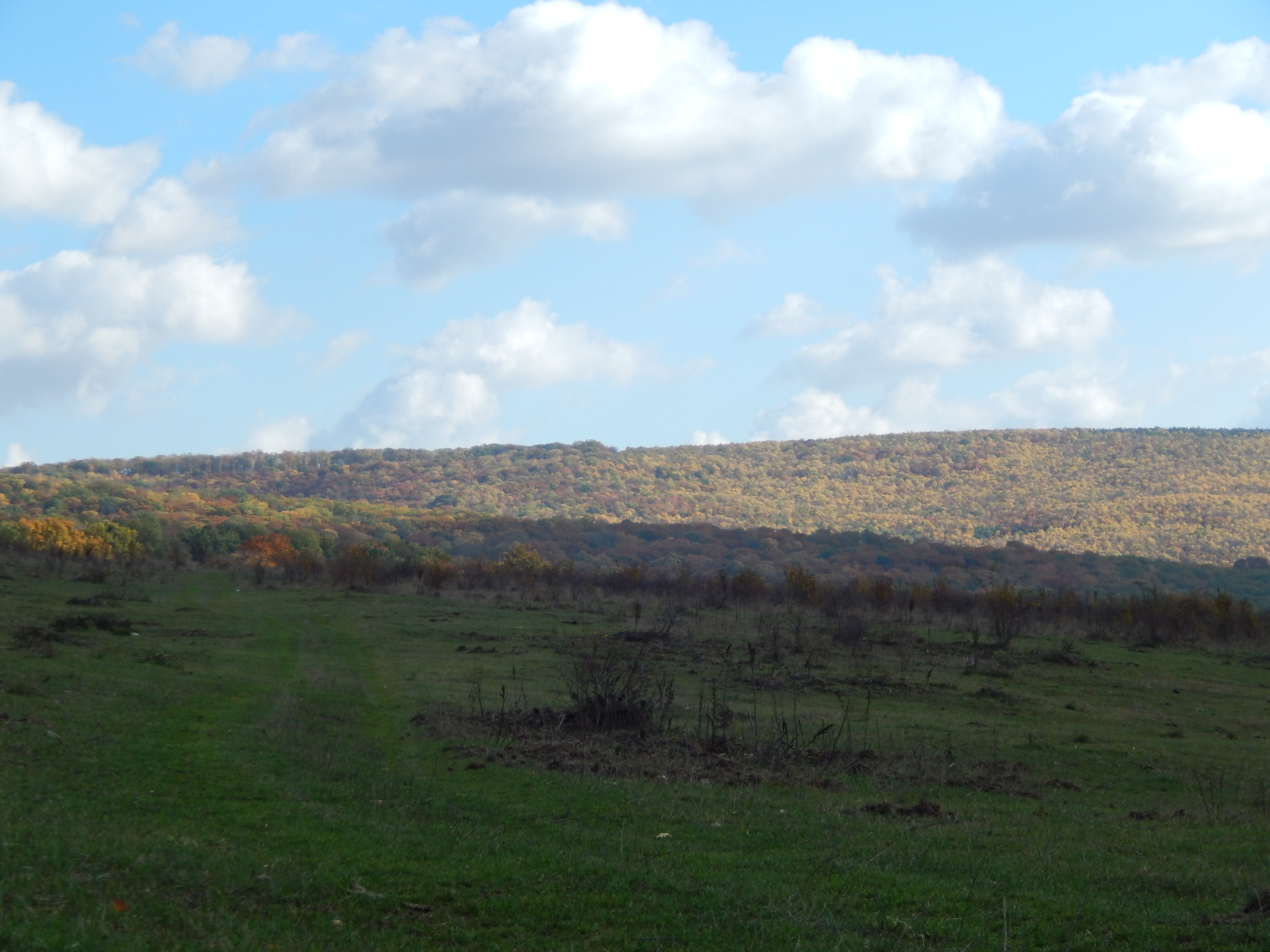
Zona Dobrovăț

Codrii Iașilor reprezintă o zonă împădurită ce se întinde la sud de orașul Iași. Astăzi se mai vede doar un fragment din ceea ce reprezentau în evul mediu Codrii Iașilor, anume o întinsă pădure ce mergea de la Huși până la Roman și Hârlău, pădure traversată de Drumul Țarigradului, ce lega Iașii de Vaslui, prin Târgul Scânteii (azi comuna Scânteia, județul Iași) și apoi se prelungea până la Bârlad și Galați.